# Мајк Колтер
Мајк Рандал Колтер (енгл. Mike Colter; Коламбија, 26. август 1976) амерички је глумац, познат по улогама Лемонда Бишопа у телевизијској серији Добра жена и Лука Кејџа у Марвеловим серијама Лук Кејџ, Бранитељи и Џесика Џоунс, смештеним у Марвелов филмски универзум.

## Младост
Колтер је рођен у Коламбији у Јужној Каролини, а одрастао у Сент Метјузу. Најмлађи је од петоро деце Едија Лија и Фреди Мерион Колтер. Завршио је средњу школу Калхоун Кантри. У својој завршној години, његов натпис у школском годишњаку проглашен је "најамбициознијим". Колтер је провео једну годину на Бенедикт колеџу, пре него што се пребацио на Универзитет Јужне Каролине, где је дипломирао 1999. године. Стекао је мастер диплому на Рутгерс универзитету.

## Каријера
Колтерова највећа улога била је у филму Девојка од милион долара, у којем је глумио боксера Великог Лилија Малог. Такође се појављивао у серијама Ред и закон, Добра жена, Ургентни центар и Паркерови. Такође је глумио у филму Рингер.
У 2014. години, Колтер је почео да глуми агента Џејмсона Лока у франшизи Хало. Глумио је Лука Кејџа у серији Џесика Џоунс на Нетфликсу. Цела прва сезона пуштена је на интернету 20. новембра 2015. године. Затим је следила серија Лук Кејџ која је пуштена 30. септембра 2016. године. Децембра 2016. године, Нетфликс је објавио да је Лук Кејџ обновљен за другу сезону, која је изашла 22. јуна 2018. године.

## Приватни живот
Колтер је оженио Иву Колтер 2016. године. На Венди Вилијамс шоу 27. септембра 2016. године потврдио је да има кћерку с њом. Други је рођак глумице Вајоле Дејвис. Живи у Лос Анђелесу.

## Филмографија

### Филмови
| Година | Наслов                   | Оригинални наслов          | Улога                               |
| ------ | ------------------------ | -------------------------- | ----------------------------------- |
| 2004   | Девојка од милион долара | Million Dollar Baby        | Велики Вили мали                    |
| 2005   | Бруклински јастог        | Brooklyn Lobster           | Џамал                               |
| 2007   | А онда је дошла љубав    | And Then Came Love         | Јупи Пол                            |
| 2010   | Солт                     | Salt                       | Тактички вођа ЦИА-е                 |
| 2012   | Људи у црном 3           | Men In Black 3             | пуковник Џејмс Дарел Едвардс јуниор |
| 2012   | 00:30 - Тајна операција  | Zero Dark Thirty           | оперативац Мајк                     |
| 2015   | Америка је и даље место  | America Is Still the Place | Чарли Вокер                         |
| 2017   | Женско путовање          | Girls Trip                 | Стјуарт Пирс                        |
| 2018   | Изумирање                | Extinction                 | Дејвид                              |
| 2018   | Кожа                     | The Impossible             | Томи Шајн                           |
| 2023   | Опасан лет               | Plane                      | Луј Гаспар                          |
| 2024   | Синдикат                 | The Union                  | Ник Фарадеј                         |

### Серије
| Година    | Наслов                                   | Оригинални наслов                 | Улога                          |
| --------- | ---------------------------------------- | --------------------------------- | ------------------------------ |
| 2002      | Ургентни центар                          | ER                                | Ватс                           |
| 2002      | Паркерови                                | The Parkers                       | Ламар                          |
| 2005      | Ред и закон: Суђење пороте               | Law & Order: Trial by Jury        | полицајац Били Толберт         |
| 2005      | Сребрна звона                            | Silver Bells                      | Бил                            |
| 2007      | Ред и закон: Злочиначке намере           | Law & Order: Criminal Intent      | Дејв Олдрен                    |
| 2009      | Ред и закон: Одељење за специјалне жртве | Law & Order: Special Victims Unit | Џозеф Серумага                 |
| 2009      | Решавање Чарлија                         | Solving Charlie                   | Џек Деш                        |
| 2009      | Ризиковање                               | Taking Chance                     | учитељ Ганери наредник Деметри |
| 2010      | Краљевске боли                           | Royal Pains                       | полицајац Танер                |
| 2010−2015 | Добра жена                               | The Good Wife                     | Лемонд Бишоп                   |
| 2011      | Плавокрвни                               | Blue Bloods                       | Клиф Ричер                     |
| 2011–2012 | Рингер                                   | Ringer                            | Малколм Вард                   |
| 2013      | Следећи                                  | The Following                     | Ник Донован                    |
| 2013      | Злочиначки умови                         | Criminal Minds                    | Колин Брамвел                  |
| 2014      | Америчка хорор прича: Ковен              | American Horror Story: Coven      | Дејвид                         |
| 2014      | Хало: Смркавање                          | Halo: Nightfall                   | агент Џејмсон Локи             |
| 2015      | Агент икс                                | Agent X                           | Мајлс Латем                    |
| 2015      | Џесика Џоунс                             | Jessica Jones                     | Лук Кејџ                       |
| 2016–2018 | Лук Кејџ                                 | Luke Cage                         | Лук Кејџ                       |
| 2017      | Бранитељи                                | The Defenders                     | Лук Кејџ                       |
| 2018      | Амерички тата                            | American Dad!                     | војник гериле (глас)           |
| 2018      | Добра борба                              | The Good Fight                    | Лемонд Бишоп                   |

### Видео-игре
| Година | Наслов                       | Оригинални наслов                 | Улога                  |
| ------ | ---------------------------- | --------------------------------- | ---------------------- |
| 2014   | Хало: Колекција главног шефа | Halo: The Master Chief Collection | спартанац Џејмсон Локи |
| 2015   | Хало 5: Чувари               | Halo 5: Guardians                 | спартанац Џејмсон Локи |